# Vůz Bee273 ČD
Vozy Bee273, číslované v intervalu 50 54 20-38, do prosince 2010 označené Beer273, jsou řadou osobních vozů z vozového parku Českých drah. Všechny tyto vozy (101–134) vznikly modernizací 31 starších vozů řad B a tří vozů BDs, kterou provedla společnost MOVO Plzeň v letech 1992 až 1995.

## Vznik řady
V roce 1992 nechaly Československé státní dráhy pokusně zmodernizovat pět různých vozů. Mezi vybrané patřil i jeden vůz tehdejší řady B, ve kterém byl v MOVO Plzeň renovován interiér a provedeny různé úpravy pro zvýšení komfortu cestujících a snížení nákladů na údržbu. Tento vůz, prototyp řady Bee273 v ceně 5,5 milionu Kčs (cena sériových vozů klesla na 3,5 milionu Kč), se spolu s prototypem řady Bee272 s cenou 3,8 milionu Kčs jako jediné dočkaly sériového pokračování rekonstrukce. I přesto, že rekonstrukce prototypového vozu Bee273 byla finančně nákladnější a nezahrnovala částečnou rekonstrukci podvozku, byla upřednostněna právě tato řada, a sériové vozy vznikly již v letech 1993–1995.

## Technické informace
Jsou to neklimatizované vozy typu UIC-Y o celkové délce 24 500 mm. Jejich nejvyšší povolená rychlost je 140 km/h. Vozy mají podvozky Görlitz V, příp. Görlitz Va vybavené špalíkovou brzdou DAKO-R.
Vozům zůstaly původní zalamovací dveře, které ale byly doplněny o blokování za jízdy a centrální zavírání. Mezivozové přechodové dveře jsou dvoukřídlé, poloautomatické a jsou ovládány pomocí madel. Vozy dostaly nová okna s lepšími izolačními vlastnostmi. Okna v oddílech jsou polospouštěcí, na chodbičce jsou celá, nedělená, vyjma prvního a posledního, která jsou také polospouštěcí.
Ve vozech se nachází dva klasické oddíly o šesti sedadlech, dva dvojoddíly o deseti sedadlech a jeden trojoddíl s 14 nebo 15 sedadly a 6 + 1místný oddíl pro cestující s malými dětmi vybavené malou dětskou sedačkou, celkem tedy 52–53 (+1) míst k sezení. Některé vozy jsou navíc vybaveny osmi nouzovými sedačkami na chodbě. Sedačky ve vozech 101–107 dodala německá společnost Paulisch GmbH Co, zatímco sedačky pro vozy 108–134 dodala španělská společnost TMI Barcelona. Uspořádání interiéru se podobá vozům Bimz Německých drah. Vnitřní vybavení je laděno do růžové a tyrkysové barvy.
Do vozů byl při modernizaci dosazen centrální zdroj energie o výkonu 4,5 kW se záložní baterií o kapacitě 375 Ah. Vnitřní elektrická síť vozu má jmenovité napětí 24 V. Centrální zdroj energie může být napájen pouze stejnosměrným napětím 3 000 V, a proto nejsou vozy vhodné pro mezinárodní provoz. Provozní osvětlení vozů je realizováno pomocí zářivek, nouzové a vedlejší osvětlení pomocí žárovek. Vytápění těchto vozů je teplovzdušné s automatickou regulací teploty. Vytápění je zakomponované do stěn vozů. Mřížky výdechů jsou umístěny v oddílech pod okny. Původní vozy měly i parní vytápění, ale to bylo při rekonstrukci zrušeno.
Nátěr buď tvoří dva pruhy pod okny: horní je modrý, dolní je růžový, a zbytek vozu je světle šedý, nebo je nátěr proveden v modro-bílém korporátním stylu Českých drah od studia Najbrt.

## Provoz
Vůz č. 103 byl původně dodán jako vůz s oddíly první i druhé třídy ABeer 50 54 30-78 101-1 s 19 místy první třídy a 34 místy druhé třídy. Tento vůz jezdil spolu s několika vozy Bee273 na relaci České Budějovice – Plzeň. Zajímavostí je, že s těmito vozy jezdil i vůz BDs ve stejném vnějším barevném provedení, ale bez modernizace interiéru.
Na přelomu tisíciletí jezdily tyto vozy na vlacích InterCity a Expres, nejčastěji mezi Bohumínem a Prahou, ale šlo je potkat i jinde, např. Bohumín – Brno nebo Praha – Zlín.
Vozy (s označením Beer) byly nasazovány především na tehdejší trojici vlaků: IC 500/501 Ostravan, IC 504/505 Jan Perner a IC 506/507 Hutník (všechny v relaci Bohumín - Praha - Bohumín). Souprava vlaku IC 506 Hutník (Bohumín - Praha) měla zařazeny dva vozy první třídy, z nichž byl jeden v Praze vyvěšen, společně se třemi vozy Beer. Z těch byla sestavena krátká souprava pro trasu Praha hl.n. - Plzeň se zpátečním obratem na druhý den dopoledne. Tyto 4 vozy byly následně (po příjezdu z Plzně) spojeny do IC 109 Praha (Praha - Warszawa) a vyvěšeny ve stanici Ostrava hl.n. Ze stanice Bohumín pro ně přijela dieselová lokomotiva a soupravově je odvezla do Bohumína (tehdy IC 109 Bohumínem projížděl bez zastavení). Následně byly tyto vozy znovu připojeny k IC 506 Hutník, po jeho příjezdu z Prahy.[zdroj?]
V GVD 2020/21 byly nasazovány na rychlíky R9 Brno / Jihlava – Havlíčkův Brod – Praha, do roku 2019 také na linku R8 Bohumín – Ostrava – Brno. V případě mimořádností lze vozy potkat stále na vlacích vyšších kategorií.[zdroj?]

### Nehody
10. července 2020 došlo v Praze-Běchovicích ke srážce rychlíku 989 z Prahy-Smíchova do Žďáru n. Sázavou s elektrickou jednotkou 471. Poškozena byla celá souprava rychlíku, mezi nimi vozy č. 106, 120 a 121. Nikdo nebyl zraněn. Před touto nehodou srazilo Pendolino člověka, který na místě zemřel.
13. srpna 2020 v Tišnově vykolejil rychlík 975 z Prahy do Brna. Z asi 150 evakuovaných cestujících nikdo nejevil známky vážných zranění. Kromě vozu č. 101 byl poškozen také vůz Aee145 č. 011 a vůz BDs449 č. 401. Od jara 2021 je vůz č. 101 opět v provozu.
Kromě tří vozů po nehodách je odstaven také vůz č. 124. Ten je však odstaven na železničním hřbitově v České Třebové.

## Přezdívky
- Pivák: podle původního označení vozů Beer, což při překladu z angličtiny znamená pivo.[zdroj?]
- Cirkus: podle cirkusu Berousek=Beer...[zdroj?]